# Riddarfjärden
Riddarfjärden (AFI: [²rɪdːarˌfjæːɖɛn], literalmente «Golfo de los Caballeros») es la bahía situada más hacia el este del Lago Mälar, en el centro de Estocolmo, Suecia. Estocolmo fue fundada en 1252 en una isla en el lugar donde el Lago Mälar (desde el oeste) desemboca en el Mar Báltico (hacia el este); en la actualidad esta isla se llama Stadsholmen y constituye el centro histórico de Estocolmo, Gamla stan. Tiene una profundidad máxima de 24 metros. Debido a su baja profundidad, el agua está bastante caliente durante el verano, lo que permite que sea muy popular para practicar natación. También son frecuentes aquí las actividades de embarcaciones de recreo como competiciones de vela.
La imagen panorámica que aparece en este artículo está tomada desde Södermalm, al oeste de Stadsholmen, mirando hacia Riddarfjärden. De izquierda a derecha pueden verse:
- El puente Västerbron
- La isla Kungsholmen
- El Ayuntamiento de Estocolmo, un edificio de ladrillos con un campanario, donde se sirve la cena del Premio Nobel
- La torre de la Iglesia de Santa Clara (Klara Kyrka) en Norrmalm, con su chapitel de cobre verde
- Los Hötorgsskraporna, cinco rascacielos blancos situados entre Sergels torg y Hötorget
- El chapitel de hierro de la Iglesia de Riddarholmen en la isla de Riddarholmen
- La torre amarilla de la Catedral de San Nicolás (Storkyrkan) en Stadsholmen, frente al techo plano del Palacio Real
- La estrecha torre de la Iglesia Alemana (Tyska Kyrkan) en Stadsholmen
- La lejana torre de radio y televisión Kaknästornet

## Estaciones
Riddarfjärden a lo largo del año:

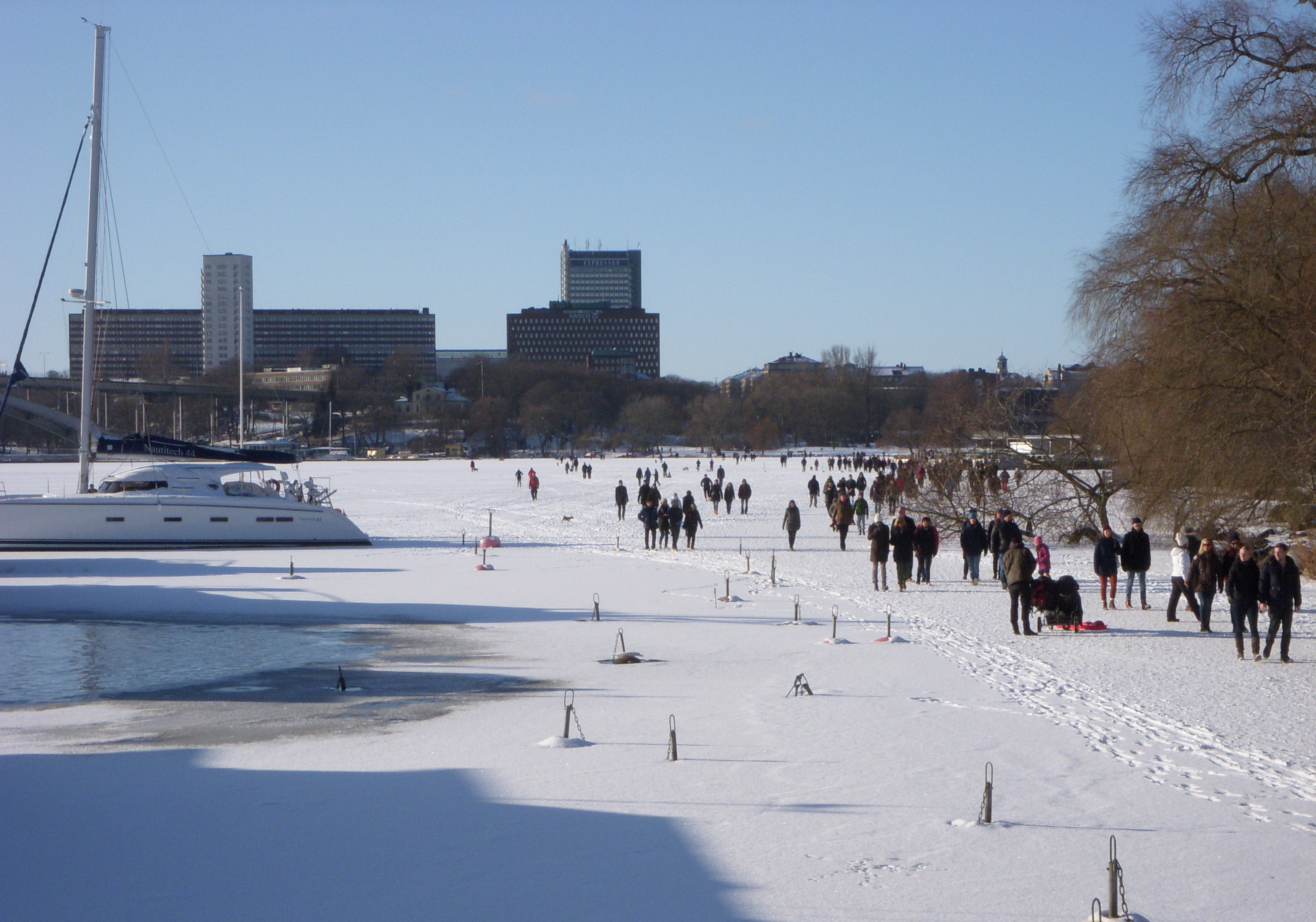
Riddarfjärden en invierno en Norr Mälarstrand.
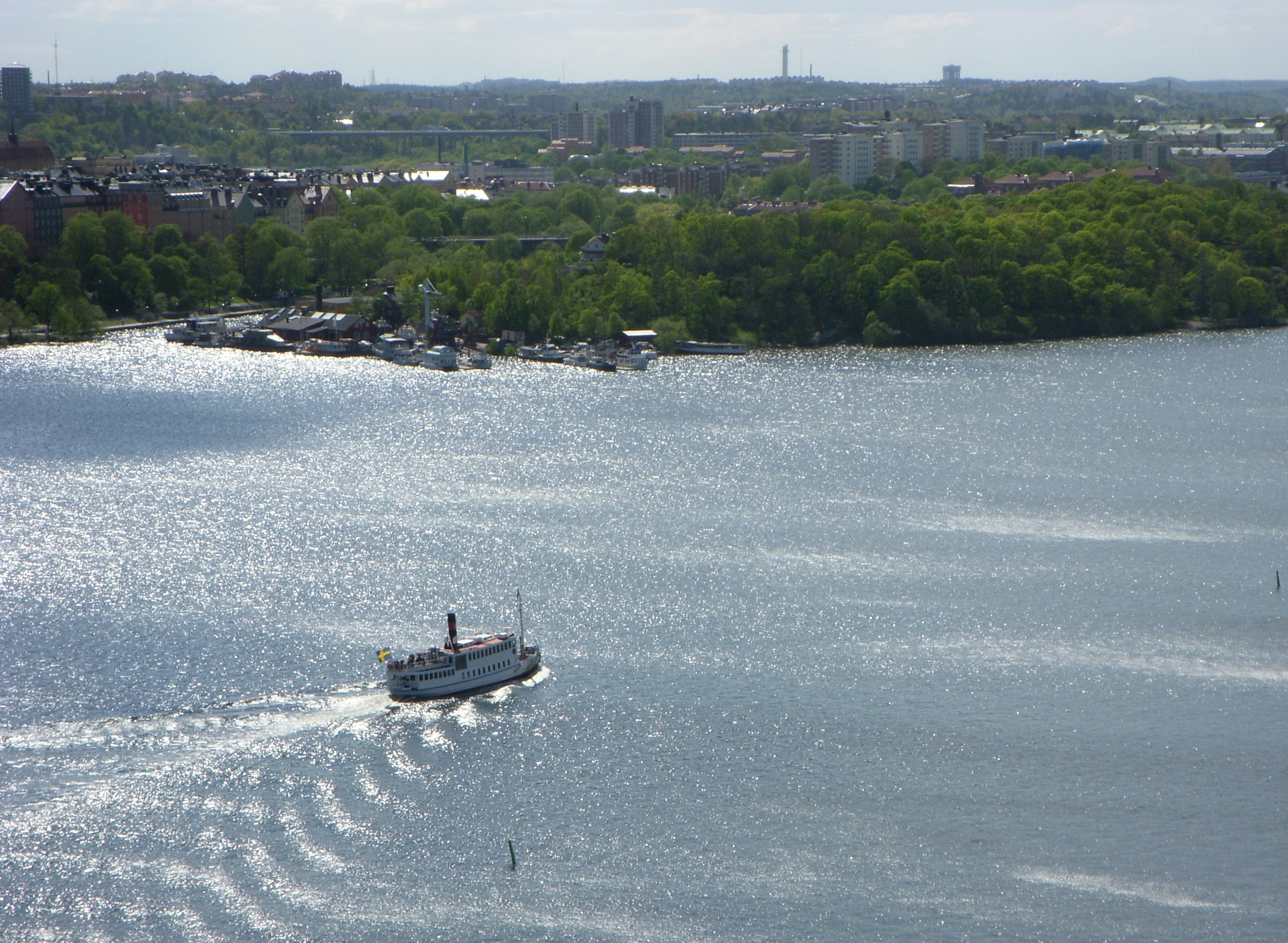
En primavera mirando hacia Långholmen.
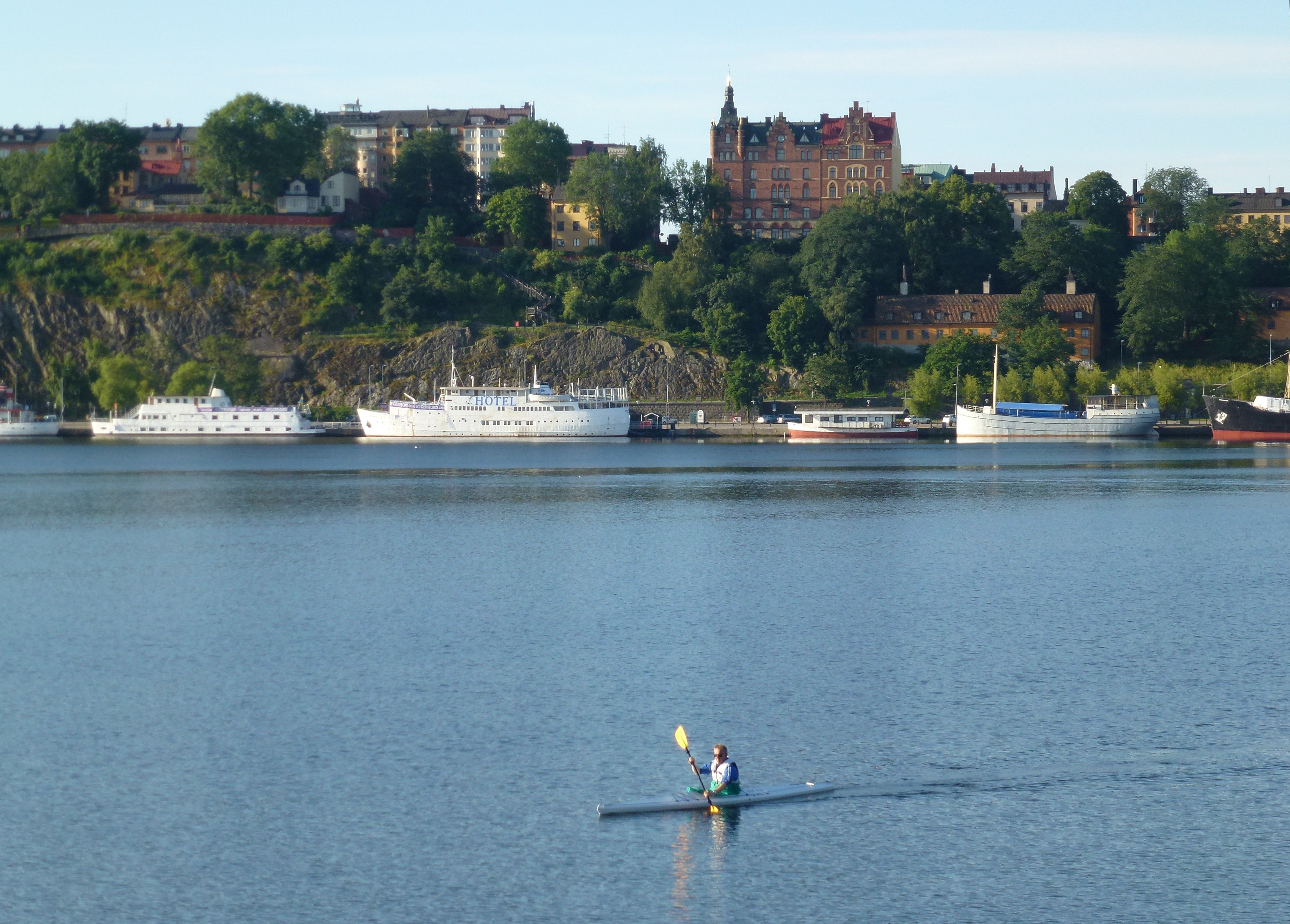
Una mañana de verano mirando hacia Södermalm.
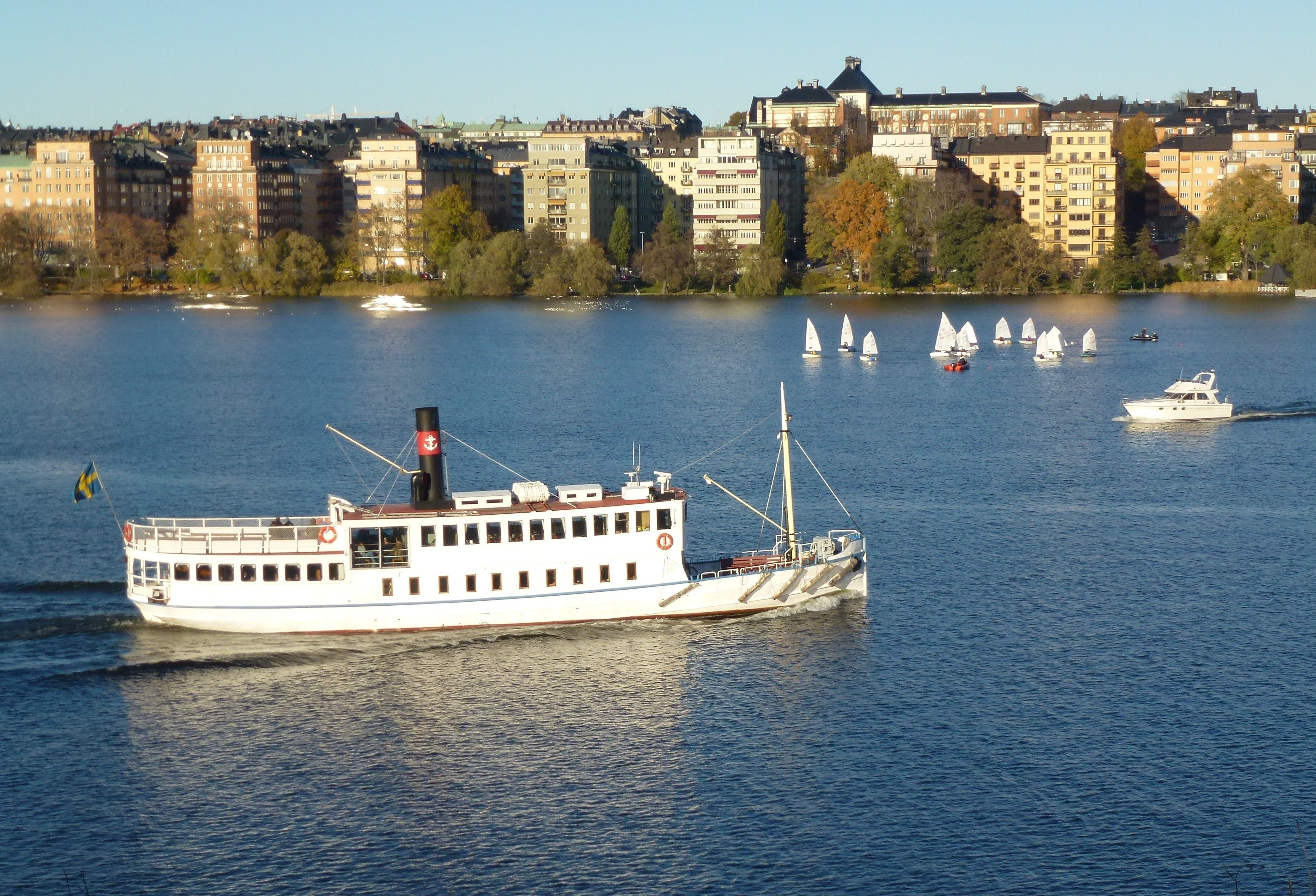
En otoño, visto desde Långholmen.